# Fabriciana stoetzneri
Fabriciana stoetzneri är en fjärilsart som beskrevs av Reuss 1922. Fabriciana stoetzneri ingår i släktet Fabriciana och familjen praktfjärilar. Inga underarter finns listade i Catalogue of Life.